# Witold Conti
Witold Conti, né Witold Konrad Kozikowski le 2 février 1908 à Berlin et mort le 25 mai 1944 à Nice, est un acteur de cinéma polonais.

## Filmographie
- 1930 : Janko le musicien : Janko
- 1932 : Cœurs ardents : Jerzy Mirski
- 1932 : Głos pustyni : Tarnowski
- 1933 : Chacun a le droit d'aimer : le chanteur
- 1933 : Ułan i dziewczyna
- 1934 : Śluby ułańskie : Jan Zaleski
- 1936 : Straszny dwór : Stefan
- 1936 : Mały marynarz : Kotowicz
- 1937 : Ułan Księcia Józefa  : Lt. Andrzej Zodora